# Sudeste de Europa
El sudeste de Europa o Europa del Sudeste es una región geográfica de Europa, que consiste principalmente de la colindante península balcánica. Existen definiciones superpuestas y contradictorias en cuanto a dónde comienza o termina exactamente el sudeste de Europa o cómo se relaciona con otras regiones del continente. Los Estados y territorios que se incluyen en la región son, en orden alfabético: Albania, Bosnia y Herzegovina, Bulgaria, Croacia, Chipre, Chipre del Norte, Grecia, Kosovo, Macedonia del Norte, Montenegro, Rumania, Serbia y Tracia Oriental (parte de Turquía). A veces, también se incluyen Eslovenia, Hungría y Moldavia. La ciudad más grande de la región es Estambul (que se extiende a ambos lados del estrecho del Bósforo entre el sudeste de Europa y Asia Occidental), seguida de Atenas, Bucarest, Sofía y Belgrado. 
Los límites de la región pueden variar enormemente y son ampliamente discutidos, debido a consideraciones políticas, económicas, históricas, culturales y geográficas y al punto de vista del observador.

## Definición
El primer uso conocido del término «sudeste de Europa» fue por el investigador austríaco Johann Georg von Hahn (1811-1869) como un término más amplio que los Balcanes tradicionales, un concepto basado en los límites de la península balcánica (los países que han sido descritos como pertenecientes íntegramente a la región de los Balcanes son: Albania, Kosovo, Bosnia y Herzegovina, Bulgaria, Montenegro y Macedonia del Norte).

## Geografía del sudeste de Europa
Los países que se describen geográficamente, al menos se forma parcial, dentro de la región son los siguientes:
- Albania
- Bosnia y Herzegovina
- Bulgaria
- Croacia[8][9][10]
- Eslovenia [2]
- Grecia
- Hungría[1][2][3][4]
- Kosovo
- Macedonia del Norte
- Moldavia[11]
- Montenegro
- Rumania
- Serbia
- Turquía (únicamente Tracia Oriental)[7]

## Definiciones notables

Las regiones de Europa según The CIA World Factbook. El Sudeste de Europa se muestra en marrón.

En el World Factbook de la CIA, la descripción de cada país incluye información sobre «Ubicación» bajo el título «Geografía», donde el país se clasifica en una región. Los siguientes países están incluidos en su clasificación «sudeste de Europa»:
- Albania
- Bosnia y Herzegovina
- Bulgaria
- Croacia
- Kosovo
- Macedonia del Norte
- Montenegro
- Rumania
- Serbia
- Turquía (únicamente Tracia Oriental)

En esta clasificación, Eslovenia se incluye en Europa Central, Grecia forma parte de Europa Meridional, y Moldavia integra Europa Oriental.
- El Pacto de Estabilidad para el Sudeste de Europa (SPSEE) incluía a Albania, Bosnia y Herzegovina, Bulgaria, Croacia, Kosovo, Moldavia, Montenegro, Macedonia del Norte, Rumanía y Serbia como socios miembros.
- El Proceso de Cooperación para el Sudeste de Europa (SEECP) incluye a Albania, Bosnia y Herzegovina, Bulgaria, Croacia, Grecia, Kosovo, Moldavia, Montenegro, Macedonia del Norte, Rumanía, Serbia, Eslovenia y Turquía como socios miembros.
- La Iniciativa Cooperativa del Sudeste de Europa (SECI) incluye a Albania, Bosnia y Herzegovina, Bulgaria, Croacia, Hungría, Moldavia, Montenegro, Macedonia del Norte, Rumania, Serbia, Eslovenia y Turquía como socios miembros.[16]
- La Centro de Aplicación de Ley del Sudeste Europeo (SELEC) Albania, Bosnia y Herzegovina, Bulgaria, Grecia, Hungría, Moldavia, Montenegro, Macedonia del Norte, Rumania, Serbia y Turquía como socios miembros.
- El Programa de Cooperación Transnacional del Sudeste de Europa cofinanciado por la UE[17] incluye todo el territorio de Albania, Austria, Bosnia y Herzegovina, Bulgaria, Croacia, Grecia, Hungría, Macedonia del Norte, Montenegro, Moldavia, Rumanía, Serbia, Eslovaquia, Eslovenia y partes de Italia y Ucrania como parte de la «zona del programa».[18]
- Los estudios del Banco Mundial tratan a Albania, Bosnia y Herzegovina, Bulgaria, Croacia, Moldavia, Macedonia del Norte, Rumania y Serbia como los ocho países del sudeste de Europa (SEE8).[19]
- Una publicación de 2006 de la Organización Mundial de la Salud (OMS) y el Banco de Desarrollo del Consejo de Europa (CEB) enumeró a Albania, Bosnia y Herzegovina, Bulgaria, Croacia, Macedonia del Norte, Moldavia, Rumanía y Serbia y Montenegro como países del sudeste de Europa.[20]
- El Banco Mundial no incluye a los países de la UE en sus informes y solo enumera Albania, Bosnia y Herzegovina, Kosovo, Montenegro, Macedonia del Norte y Serbia (SEE6).[21]
- La oficina regional del Alto Comisionado de las Naciones Unidas para los Refugiados en el sur del sudeste de Europa[22] enumera actualmente a Albania, Bosnia y Herzegovina, Macedonia del Norte y Montenegro como parte del sudeste de Europa.